# Mlynská ulica (Košice)
De Mlynská ulica is een straat in de oude binnenstad "Staré Mesto" van Košice. Het westelijke uiteinde begint bij de Hlavná-straat (Slowaaks: Hlavná ulica), aan de voet van de Sint-Elisabethkathedraal, en het oostelijke uiteinde ligt bij de Štefániková-straat. De zijstraten zijn: Kováčska, Orlia, Hrnčiarska, Zvonárska en Puškinova ulica.
Het grootste deel van de Mlynská ulica is voetgangersgebied. In de Hlavná ulica -dicht bij het kruispunt- staat het "Huis van Levoča", evenals het "Honorair Consulaat van de Republiek Turkije".
In de "Mlynská ulica" treft men de Evangelische Kerk aan, en nabij het oostelijke uiteinde van de straat ziet men Jakab's Paleis. Daar gaat men over de zogenaamde Liefdesbrug en verder, via een voetgangerspad, komt men dadelijk aan het treinstation van Košice. Het bebouwde gedeelte van de straat, tussen de Liefdesbrug en de kathedraal, is 370 meter lang. Het smalste punt ligt aan de Hlavná-straat.

## Straatnaam
De Mlynská-straat (vertaald: Molenstraat) dankt haar naam aan de molen die genoemd wordt in een historisch document uit 1230. In de loop van haar bestaan is de naam meermaals veranderd: Platea molaris, Mühlgasse, Malom utca, Kossuth Lajos utca, Ulica Dr. Edvarda Beneša,  Benešovastraat, en Stalingradská-straat.
In de tijd van het socialistische bestuur werd deze straat genoemd naar de sovjet-generaal Ivan Jefimovič Petrov (°1896 - † 1958). Toen heette ze: Ulica generala Petrova en ook Petrovova ulica.

## Geschiedenis
De geschiedenis van de "Mlynská ulica" is nauw verbonden met het fort van Košice. Het is zeer waarschijnlijk dat het vestingswerk reeds in 1290 voltooid was en de Mlynská-straat  kruiste ter hoogte van de huidige Puškinová-straat. De ontwikkeling van de Mlynská ulica  toont aan dat ze in het middeleeuwse Košice geen erg belangrijke rol speelde, vermits de huizen er vermoedelijk van hout waren. In 1677 waren er slechts 520 huizen in Košice. Reeds in de 17e eeuw begon de vervanging van houten woningen door bakstenen gebouwen. De grootste bouwactiviteiten vonden in de Mlynská ulica plaats in de 18e eeuw en ook omstreeks 1804, toen de plaatselijke evangelische kerk werd gebouwd.
Het belang van de Mlynská-straat nam toe ingevolge de oprichting van de publieke badhuizen en de bouw van het treinstation in 1871. De straat werd gaandeweg de belangrijkste verkeersader tussen het stadscentrum en het spoorwegstation, en dat is zo gebleven. Ook de ontwikkeling van de hotels hing hiermee samen. In 1937 waren er het Hotel Europa, Hotel Palace, Hotel Rohlena, Hotel Bristol en Hotel Central. Bovendien waren er verscheidene bekende restaurants en populaire cafés gevestigd.

## Afbeeldingen

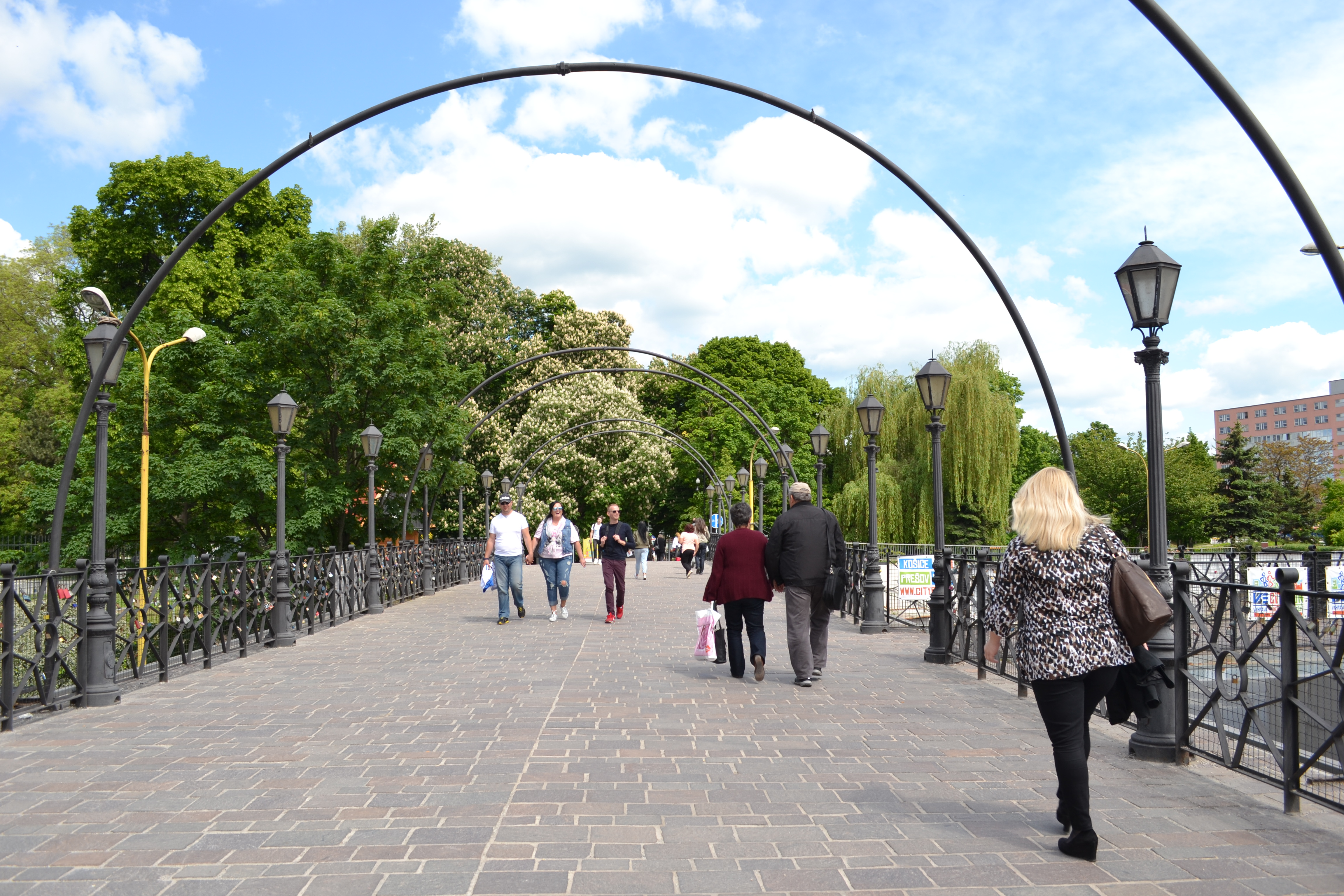
De Liefdesbrug leidt door het stadspark naar het station van Košice.
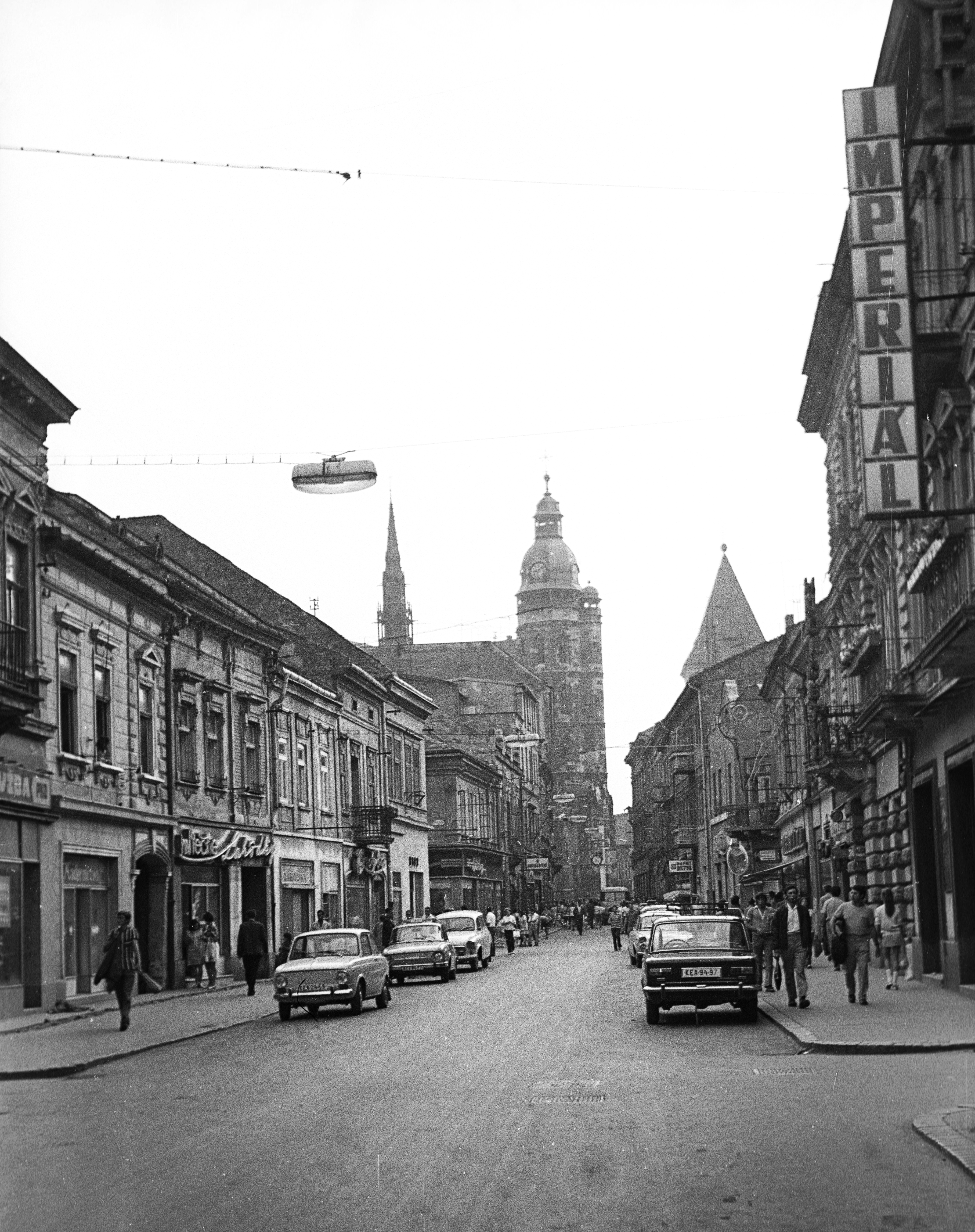
De Mlynská ulica omstreeks 1950.
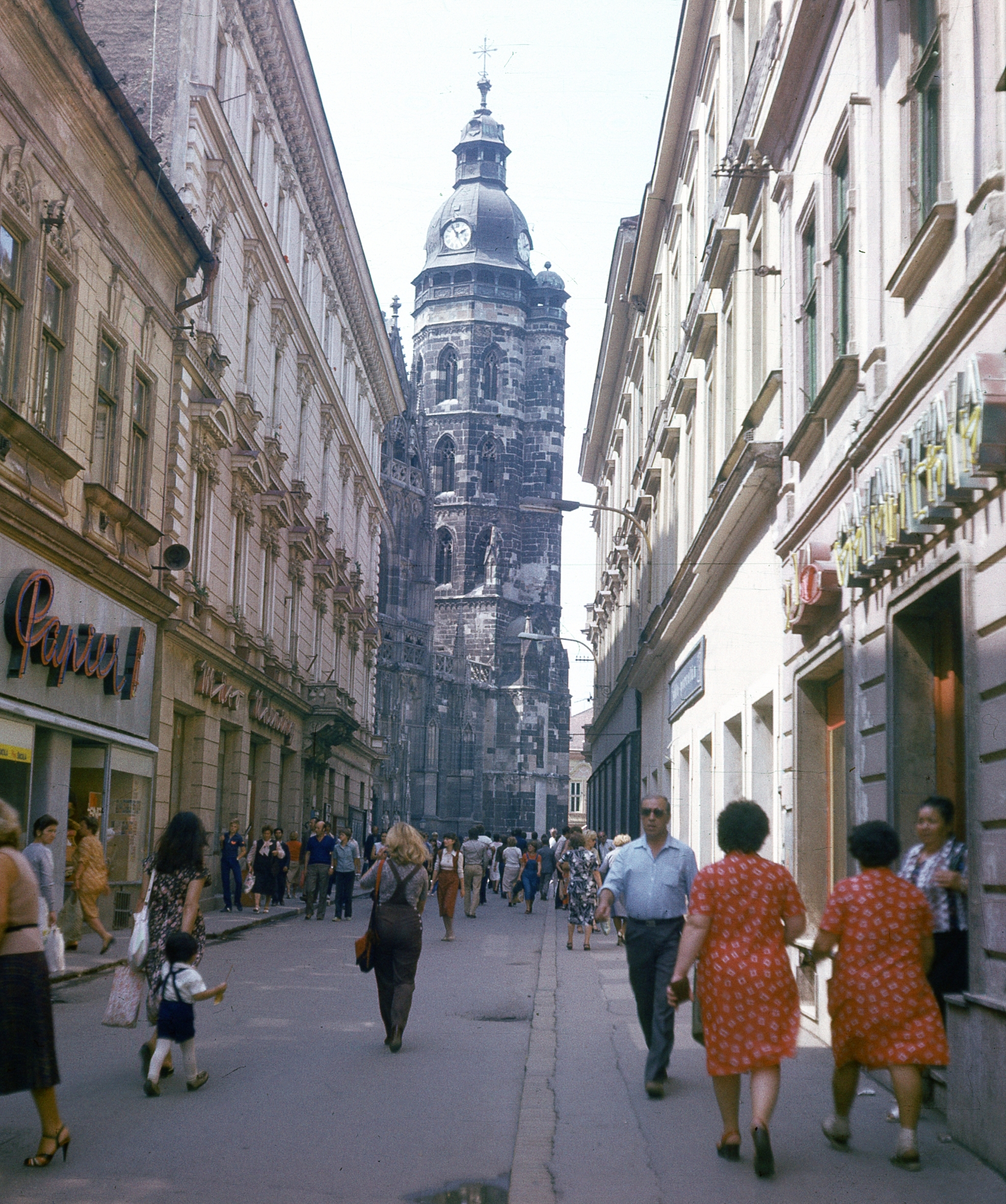
Reeds in 1976 is de straat grotendeels autovrij voetgangersgebied.
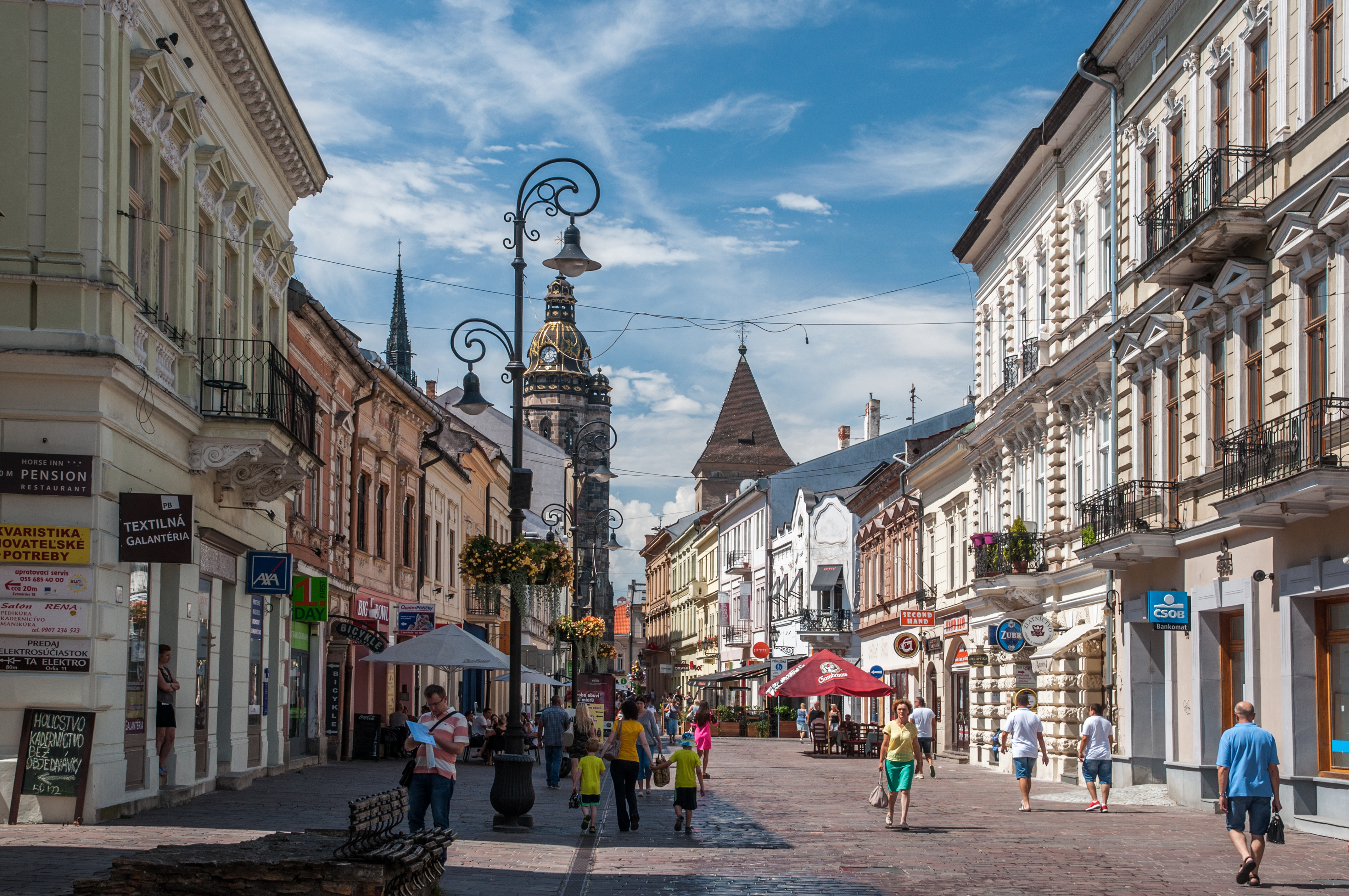
Op de achtergrond ziet men de Sint-Elisabethkathedraal (links) en de spits van de Urbanustoren (rechts).
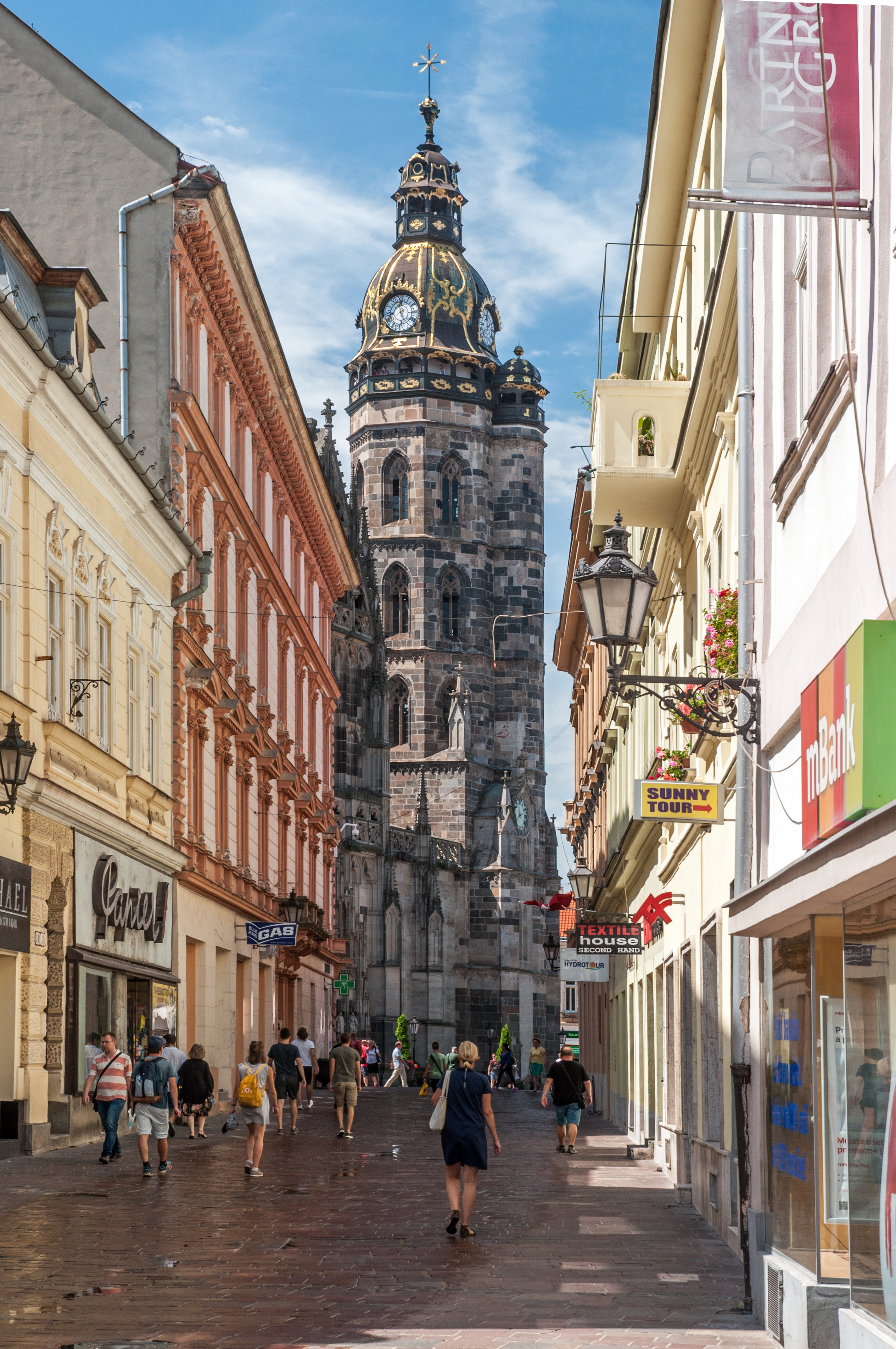
De Mlynská ulica is op haar smalste punt, vlak bij de Hlavná ulica.